# Václav Girsa (lékař)
Václav Girsa (28. listopadu 1875 Šepetovka – 23. června 1954 Praha) byl český lékař, chirurg, československý legionář a diplomat dlouhodobě žijící a působící v Ruském impériu, později 1. československý velvyslanec v Polsku a Jugoslávii, významný člen tzv. Prvního a Druhého československého odboje. Po roce 1915 se mj. jako člen Svazu československých spolků na Rusi se zasadil o vznik československých legií v Rusku a stal jedním z nejdůležitějších zdejších spolupracovníků skupiny okolo Tomáše Garrigue Masaryka, která usilovala o vznik samostatného Československa.

## Život

### Mládí
Narodil se ve městě Šepetovka na střední Ukrajině do rodiny Volyňských Čechů. Jeho starší bratr Josef byl rovněž pozdějším československým diplomatem. Absolvoval reálné gymnázium v Kamenci Podolském a následně českou lékařskou fakultu Karlo-Ferdinandovy univerzity v Praze. Po promoci roku 1900 působil v Praze, roku 1903 byl jeho diplom nostrifikován pro lékařskou praxi v Rusku, Girsa se poté přesunul do Kyjeva, kde začal působit v Zemské carské nemocnici. Posléze zde dosáhl funkce primáře. Oženil se s Bertou Reinsbergovou, dcerou lékaře Josefa Reinsberga.

### První československý odboj v Rusku
Girsa se jakožto český vlastenec rovněž zapojil do života a struktur české komunity v Kyjevě. Poté, co roku 1914 vyhlásilo Rusko válku Rakousku-Uhersku, v reakci na jeho napadení Srbska, došlo v Petrohradu 6. srpna ke vzniku Komitétu pro pomoc obětem války, jehož členem byl Giska zvolen, předsedou se pak stal Bohumil Čermák. Spolek zaměřený primárně na pomoc rakousko-uherské armády v ruském zajetí začal zároveň provádět přípravy na formování jednotek Čechů a Slováků bojujících za vznik vlastního národního státu. Následná koordinace s dalšími krajanskými centry zajistila vznik České družiny, dobrovolnického praporu českých a slovenských vojáků v ruské armádě. Girsa v kyjevské nemocnici zřídil speciální oddělení pro české a slovenské dobrovolníky v ruské armádě, roku 1916 jej rozšířil i pro potřebu českých a slovenských zajatců.

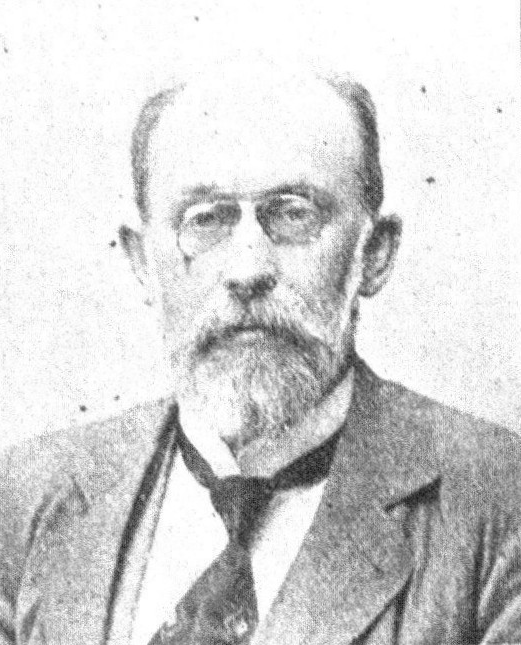
Josef Dürich, vůdčí osobnost českých krajanů v Kyjevě, Čermákův hlavní politický oponent

Roku 1915 byl organizován ve Svazu československých spolků na Rusi mající za cíl sjednotit české a slovenské krajany v Rusku v podpoře aktivit exilové skupiny Tomáše Garrigue Masaryka, Edvarda Beneše a Milana Rastislava Štefánika zasazujících se o vznik samostatného Československa, koordinoval krajanská centra v Petrohradě, Moskvě, Varšavě a Kyjevě. Spolek zároveň začal vydávat vlastní časopis Čechoslovák, jehož vydavatelem a redaktorem byl Bohumil Čermák, v listu působil mj. též novinář a pozdější diplomat Bohdan Pavlů a historik Jiří Klecanda. Časopis publikoval také texty a jazykové příručky určené Čechům a Slovákům v ruském zajetí. Girsa byl spolu s Čermákem, Klecandou a Pavlů stoupencem tzv. petrohradského ideového směru, který odmítal panslavistické myšlenky a nechtěl se s podporou při vzniku státu opírat o politicky nestabilní carské Rusko, které se s pokračující válkou navíc začínalo hospodářsky hroutit. V tomto ohledu se rozcházel s pojetím Josefa Düricha, poslance Říšské rady a ústřední postavy československé komunity v Kyjevě.

### Český komitét zahraniční
Roku 1915 byl pak Masarykem, Benešem a Štefánikem pro koordinaci krajanských center ustanoven Český komitét zahraniční.14. listopadu 1915 pak komitét vydal veřejné prohlášení, v němž formuloval svou snahu o založení samostatného československého státu. Z Českého komitétu zahraničního se následně utvořila Československá národní rada, jejímž místopředsedou se roku 1916 stal Josef Dürich, po jednání s carem Mikulášem II. pak došlo ke zřízení československých legií.
Dürich se nicméně v dubnu 1916 stal předsedou Svazu československých spolků na Rusi a hlavní aktivity spolku se přesunuly do Kyjeva. Po komplikovaných okolnostech přerušení spolupráce Masarykovy skupiny s Dürichem se Girsa stal důležitou postavou československých osamostatňovacích snah v Rusku. Úzce spolupracoval s Masarykem, který se po únorové revoluci 1917 přesunul do Petrohradu a zůstal zde až do podzimu téhož roku. Roku 1917 byl Girsa zvolen předsedou Svazu československých spolků na Rusi předsedou Odbočky Národní rady československé v Rusku. V listopadu 1917 proběhl v Ruském impériu socialistický převrat a vládu nad zemí přebrala komunistická vláda v Moskvě. V březnu 1918 se do Moskvy Girsa spolu s členy ONRČ přesunul, aby po uzavření separátního míru v Brestu-Litevském jednal se sovětskou vládou o odchodu bojujících Čechů a Slováků z Ruska do Francie. Po selhání těchto jednání pak na základě osobního pověření od Masaryka odcestoval s jednotkami pod velením generála M. K. Diterichse do Vladivostoku, aby zde ve spolupráci s V. Houskou a Vladimírem Hurbanem připravil půdu pro evakuační plán jednotek do vlasti námořní cestou. Vojska československých legií pak byla pro návrat do vlasti podstoupit tzv. Sibiřskou anabázi a vrátit se do posléze vzniknuvšího Československa přes Vladivostok a následně mořskou cestou kolem Asie do Evropy. Girsa byl ve Vladivostoku klíčovou postavou pro organizaci a řízení ústupu. V listopadu 1919 byl po odvolání Bohdana Pavlů na Sibiř pověřen zastupováním československé vlády v Rusku.

### Vyslanec Československa
Do Československa se Girsa vrátil s jedním z posledních legionářských transportů v listopadu 1920. Posléze se stal kariérním diplomatem při rezortu ministerstva zahraničních věcí ČSR. V letech 1921 až 1926 působil jako náměstek ministra zahraničních věcí Edvarda Beneše. V roce 1927 přijal místo vyslance ve Varšavě s rozšířenou akreditací pro Lotyšsko a Estonsko, kde se vymezoval proti autoritářskému režimu Jósefa Piłsudského. V letech 1935 až 1938 zastával post velvyslance v Bělehradu, kde udržoval kontakty s demokratickou opozicí. Následně odešel do penze.
Po okupaci Československa nacistickým Německem 15. března 1939 a posléze vypuknuvší druhé světové války se Václav Girsa zapojil do aktivit protinacistického odboje. Spoluzakládal ilegální Politické ústředí, byl gestapem zatčen, ale posléze pro nedostatek důkazů propuštěn.

### Úmrtí
Václav Girsa zemřel 23. června 1954 v Praze ve věku 78 let. Pohřben byl  na Olšanských hřbitovech.
Jeho vnukem je Václav Girsa, pražský architekt a památkář.